# Éta Carinae-köd
Az Éta Carinae-köd (más néven Caldwell 92) egy diffúz köd a Hajógerinc csillagképben (Carina). Csak a déli félgömbről figyelhető meg, Magyarországról nem látható. Nevét a Tejútrendszer egyik legnagyobb tömegű és legnagyobb abszolút fényességű csillagáról, a köd közepén lévő, és azt sugárzásra gerjesztő η Carinae-ről kapta.

## Felfedezése
A ködöt Nicolas-Louis de Lacaille fedezte fel 1751-ben.

A James Webb űrtávcső egyik első képe, amelyen a „kozmikus szirtek” láthatók a NGC 3324 szélén.

## Tudományos adatok

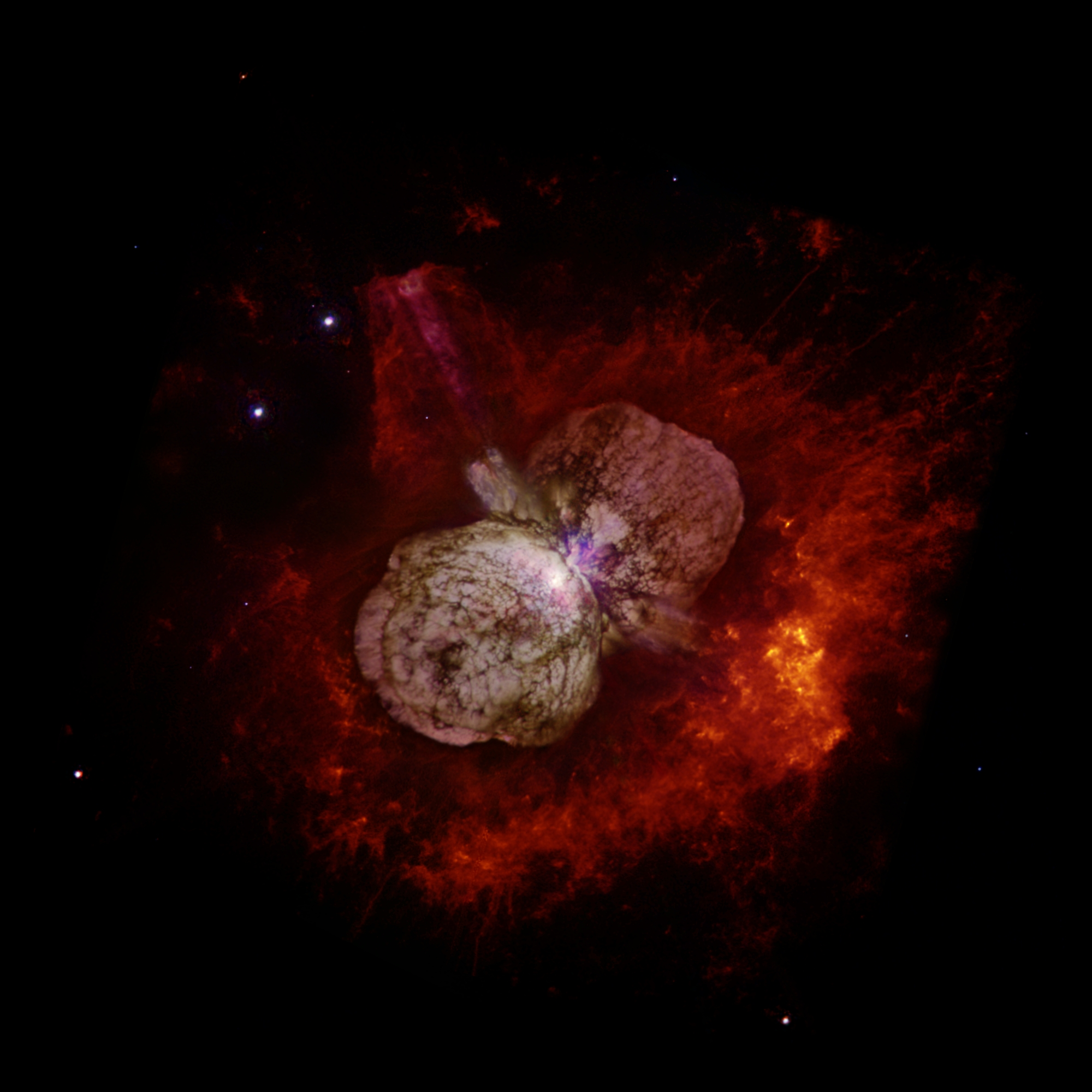
Az η Carinae 1843-as nagy kitörése során kidobott anyag.

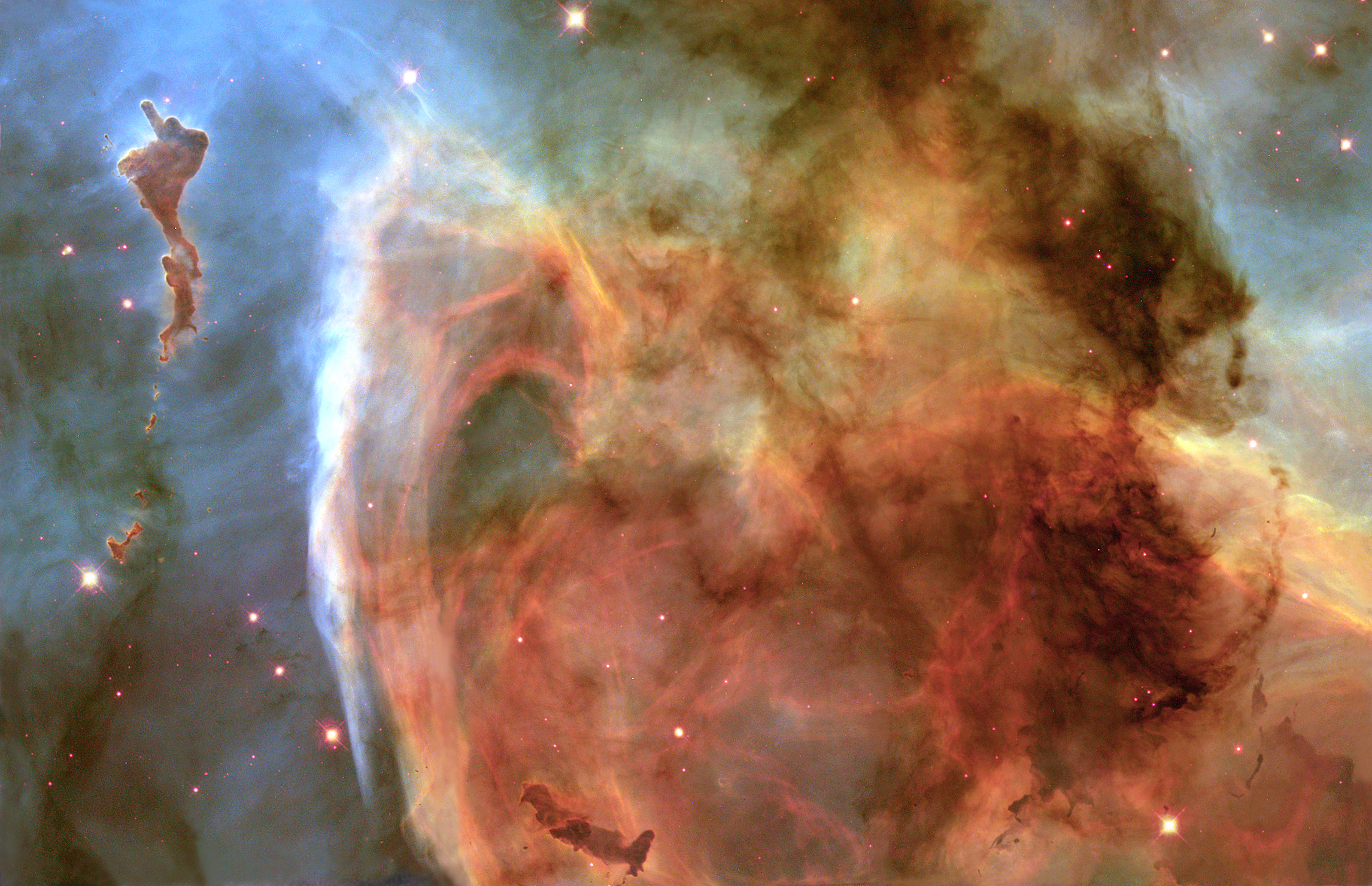
A kulcslyuk-köd.

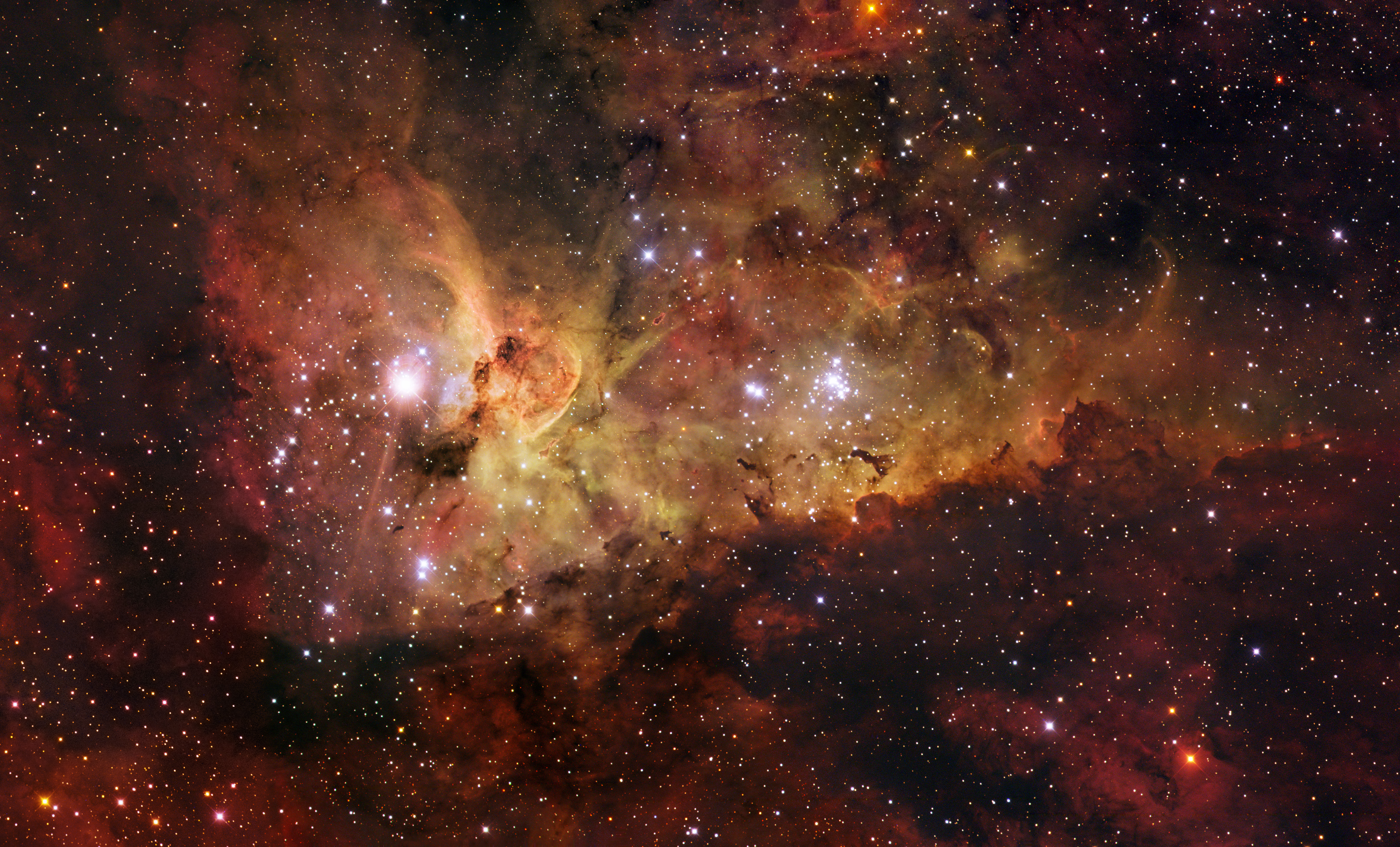
Carina Nebula (ESO)

A Éta Carinae-köd a Tejútrendszer legfényesebb területén található. Átmérője körülbelül 300 fényév. Több nagyméretű csillag otthona (kb: 50-100 db). Mérete miatt több kisebb ködre is felosztják, legnagyobb a Kulcslyuk-köd. Maga a köd egy porból és gázból álló felhő, mely durván 1900 milliárd km hosszan terül el a Tejúton. A Tejútrendszer egyik legaktívabb területe. Első csillagai mintegy 3 milliárd évesek és egy hideg molekulafelhő összesűrűsödése révén jöttek létre. A ködösség középső részén egy buborékszerű táguló üreg keletkezett, melynek kifelé haladó fala úgynevezett globulákat (kisebb és sűrűbb anyagcsomókat) "körbefolyva" furcsa alakúvá formálja azokat. A kisebb felhők formálódásában egy másik mozgató rugó, az úgynevezett fotoevaporáció is szerepet játszik. Ennek folyamán a nagy tömegű égitestek (csillagok) sugárzása "párologtatja" a kis felhők anyagát és a felforrósodott gáz könnyen eltávozik. Mivel ezek a területek sűrűbbek a környezetüknél, lassan elválnak a köd többi részétől.

### Éta Carinae
Ez a ködösség foglalja magába égboltunk egykor második legfényesebb csillagát, az Éta Carinae-t, mely Napunknál körülbelül 100-szor nagyobb tömegű. Közel áll ciklusa végéhez, így szabad szemmel már nem is látható. A tudósok szerint néhány  millió év múlva szupernóvává alakulhat.
A 19. század elején négymilliószor erősebb volt a fénye a Napunkénál, míg 1843-ban bekövetkezett óriás kitörése, melynek során a Napunk tömegének 12-szeresét vetette le magáról, az eközben 650 km/s sebességgel ledobódó anyag 1043 J nagyságú mozgási energiát hordozott.

### HD 93129A
A Tejútrendszer egyik legfényesebb csillaga.

### Kulcslyuk-köd
Az elnevezés a 19. században született, és John Herschel csillagásztól ered. A kulcslyuk szerkezet átmérője hozzávetőlegesen 7 fényév.

## Megfigyelési lehetőség

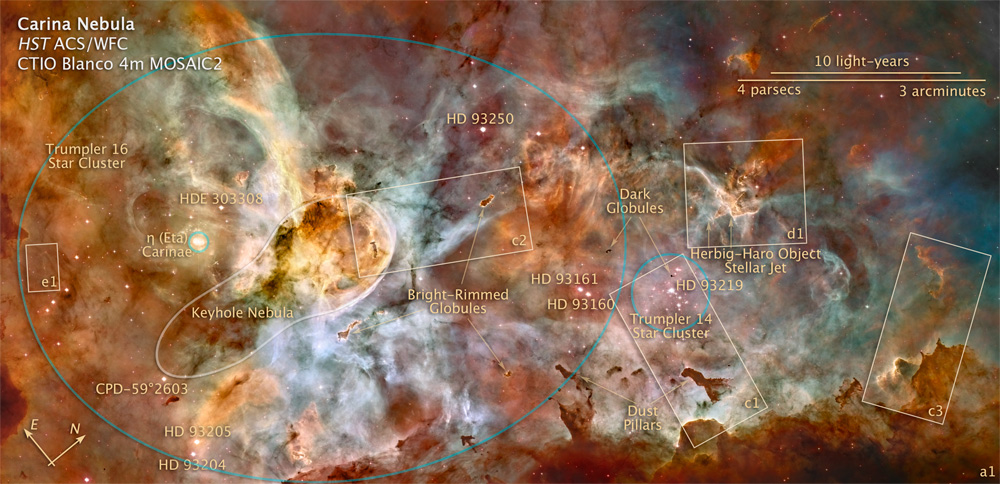
A képet a Hubble készítette 2007. április 24-én, 17. születésnapjának alkalmából. A panorámaképet 48 képkockából állították össze. A hamis színezésű felvételen a köd főbb részei láthatóak.